# Lindbeckkommissionen

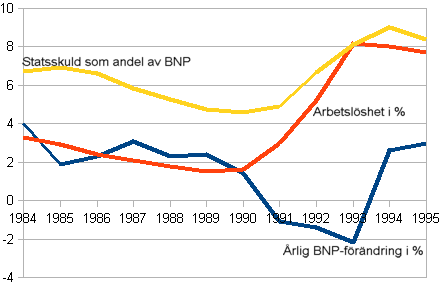
Ekonomi-indikatorer 1984-1995.

Lindbeckkommissionen, egentligen Ekonomikommissionen (Fi 1992:19), var en utredning som tillsattes av regeringen Bildt 1992. Den skulle föreslå reformer av det ekonomiska och politiska systemet samt ange vägar ut ur den akuta kris som rådde i början av 1990-talet. I mars 1993 presenterade kommissionen betänkandet "Nya villkor för ekonomi och politik", SOU 1993:16.

## Bakgrund
I början av nittiotalet rådde det ekonomisk kris i Sverige, den så kallade 90-talskrisen. Under 1991 föll fastighetspriserna drastiskt och utlöste fastighets- och finanskris. Under hösten 1992 tillstötte valutakris genom spekulationer mot kronan. I försvaret av kronan höjdes marginalräntan till 500 procent en kort tid innan regeringen och Riksbanken den 19 november 1992 lät kronan flyta. 
Det var den djupaste krisen sedan andra världskriget. Exporten, investeringar, privat och offentlig konsumtion rasade. Statsskulden, som en andel av BNP, ökade mellan åren 1990 till 1993 från 43 till 72 procent.

## Deltagare
I november 1992 fick nationalekonomen Assar Lindbeck förfrågan från statsminister Carl Bildt om att leda en expertkommission för att analysera den ekonomiska krisen samt att ge förslag på åtgärder. Direktivet var "att mot bakgrund av problemen i svensk ekonomi analysera och föreslå riktlinjer för den ekonomiska politikens utformning i ett medelfristigt perspektiv".
Lindbeck hade tidigare erfarenheter från ekonomiska utredningar, bland annat från Bjureldelegationen vars uppgift var att analysera den strukturella industrikrisen i Sverige under 1970-talet. Tillsammans med nationalekonomen Torsten Persson tillsatte Lindbeck deltagare till kommissionen. Kommissionen bestod av:
- Assar Lindbeck nationalekonom
- Torsten Persson nationalekonom
- Birgitta Swedenborg nationalekonom
- Olof Petersson statsvetare
- Agnar Sandmo vid Norges handelshøyskole
- Niels Thygesen vid Köpenhamns universitet
- Per Molander som sekreterare.

## Kommissionens förslag
Betänkandet "Nya villkor för ekonomi och politik", SOU 1993:16 överlämnades den 9 mars 1993 till finansminister Anne Wibble och innehöll 113 rekommendationer. Förslagen var indelade i tre målområden: makroekonomisk stabilitet, effektiv hushållning samt ekonomisk tillväxt.
Några av rekommendationerna var självständig riksbank, kvantitativt inflationsmål, striktare budgetprocess samt konkurrensutsättning av offentlig sektor.